# Шантесс
Шантесс (фр. Chantesse) — коммуна во Франции, находится в регионе Рона — Альпы. Департамент коммуны — Изер. Входит в состав кантона Сюд Грезиводан. Округ коммуны — Гренобль.
Код INSEE коммуны — 38074. Население коммуны на 2012 год составляло 320 человек. Населённый пункт находится на высоте от 247 до 489 метров над уровнем моря. Муниципалитет расположен на расстоянии около 470 км юго-восточнее Парижа, 75 км юго-восточнее Лиона, 23 км западнее Гренобля. Мэр коммуны — Изабель Ориол, мандат действует на протяжении 2014—2020 гг.
Динамика населения (INSEE):